# ビッグコミックフォアレディ
『ビッグコミックフォアレディ』は、かつて小学館が発行していた日本の月刊女性漫画雑誌。

## 概要
1981年創刊、その名の通り女性向けの『ビッグコミック』であり、創刊時のコピーは「第4のビッグ華麗に誕生!」。女性漫画の嚆矢となった。1990年休刊。
コミックスのレーベルは、「フォアレディビッグコミックス」（FLビッグコミックス）という「ビッグコミックス」のサブレーベルであり、本誌の休刊後すぐに全作品の刊行が終わり、しばらく経ったあとに自然と全作品が絶版となった。その後、2008年7月に女性向け漫画全体（レディースコミック含む）のレーベルを「フラワーコミックスアルファ」に統一されたため、現在も小学館の女性漫画で活躍している作者の作品や人気が高い作品を中心に同レーベルで復刊されている。

## 連載作品
- 愛の黄金率（山本鈴美香）
- エピタラム（池田理代子）
- M.S.W.（冴木奈緒）
- 大奥激伝（土田よしこ）
- おかめはちもく（ささやななえ）
- 風を摘むプシケ（作：矢島正雄、画：池田理代子）
- サーカス（矢代まさこ）
- さくらサクラ（倉多江美）
- シングル巣（作：小池一夫、画：中村真理子）
- 大介夢幻抄（わたなべまさこ）
- 毒の女（わたなべまさこ）
- 二階のイソロー（いまいかおる）
- パラノイア（池田理代子）
- 独りまつり（わたなべまさこ）
- 陽はまた昇る（冴木奈緒）
- マッチョテイスト（作：小池一夫、画：中村真理子）
- 真昼・ららばい（牧美也子）
- 夢の記（わたなべまさこ）
- 輪舞（水野英子）
- 私を月まで連れてって!（竹宮惠子）